# الكتب الإلكترونية القياسية
الكتب الإلكترونية القياسية أو ستاندارد إيبوكس (بالإنجليزية: Standard Ebooks) هو مشروع مفتوح المصدر، يقوده متطوعون يهدف إلى إنشاء ونشر كتب إلكترونية عالية الجودة وكاملة المميزات وقابلة للوصول لأعمال في الملكية العامة.
يستمد مشروع ستاندارد إيبوكس العناوين من أماكن مثل مشروع غوتنبرغ، وأرشيف الإنترنت، وويكي مصدر، وغيرها،  لكنه يختلف عن تلك المشاريع من حيث أن الهدف هو تعزيز قابلية القراءة لجمهور عصري، والاستفادة من ميزات إمكانية الوصول المتوفرة في صيغ الكتب الإلكترونية الحديثة، وتبسيط تحديثات الكتب الإلكترونية (مثل إصلاح الأخطاء المطبعية) باستخدام منصة غيت هاب كأداة للتعاون.

## أسلوب
مشروع ستاندارد إيبوكس بإنتاج الكتب الإلكترونية عن طريق اتباع دليل نمط موحّد، يحدد كل شيء من معايير الطباعة إلى وضع العلامات الدلالية وهيكل الكود الداخلي، بهدف إنشاء مجموعة متناسقة، متوافقة مع معايير النشر الحديثة و"منقاة من الشوائب القديمة وغير الضرورية[بحاجة لمثال]." يعمل ستاندارد إيبوكس مع منظمات مثل الشبكة الوطنية لخدمة المكتبات المنصفة، ويسعى للامتثال لمعايير نظام المعلومات الرقمية المتاحة، من بين أمور أخرى، لضمان أن جميع الإنتاجات ستعمل مع الأدوات الحديثة مثل برامج قراءة الشاشة.
مع الهدف لجعل الأعمال الموجودة في الملكية العامة أكثر سهولة للوصول للجمهور الحديث، يتم تحديث التهجئات القديمة ومعالجة شواذ الطباعة "حتى تبدو الكتب الإلكترونية مثل الكتب وليس كوثائق نصية." هذا النهج يختلف عن عمل مواقع النسخ مثل مشروع غوتنبرغ.
جميع أغلفة الكتب مستمدة من فنون جميلة في الملكية العامة. يقوم منتجو الكتب الإلكترونية المتطوعون بتحديد اللوحات المناسبة للعمل الذي يقومون بإنتاجه.
- غلاف مغامرات شرلوك هولمز لـ آرثر كونان دويل
- غلاف نساء صغيرات لـ لويزا ماي ألكوت
- غلاف موبي ديك لـ هرمان ملفيل

## تاريخ
تأسس ستاندارد إيبوكس بواسطة أليكس كابال بعد شعوره بالإحباط من عدم تمكنه من العثور على كتب إلكترونية باللغة الإنجليزية ذات تنسيق جيد أثناء إقامته في ألمانيا. بعد تجاربه الأولى في إنشاء نسخة ادفع ما تريد من مغامرات أليس في بلاد العجائب، تم إطلاق موقع ستاندارد إيبوكس في عام 2017. استقطب المشروع الانتباه الأولي من منشورات على هاكر نيوز وريديت، وذُكر لاحقًا في نشرة ستاك أوفرفلو.
في عام 2021، بدأ ستاندارد إيبوكس في قبول التبرعات والرعايات لإنتاج كتب محددة. في مايو 2024، نشر ستاندارد إيبوكس كتاب عوليس باعتباره عنوانها الألف.

## روابط خارجية
- الموقع الرسمي
- ستاندارد إيبوكس على غيت هوب